# Owen Hargreaves
Owen Lee Hargreaves, född 20 januari 1981 i Calgary, Kanada, är en engelsk–kanadensisk före detta fotbollsspelare.
Hargreaves spelade i Bayern München mellan 1997 och 2007 och gjorde 2001 debut i A-laget. 2001 var Hargreaves med och vann Uefa Champions League med Bayern och samma år blev han för första gången tysk mästare. Hargreaves sattes in sent i turneringen, i semifinalen mot Real Madrid, men spelade över förväntan och fick också spela finalen mot Valencia.
Hargreaves är född och uppvuxen i Kanada men valde att spela för engelska landslaget då hans far är från England men flyttade till Kanada innan Hargreaves föddes. Under VM i Tyskland 2006 var han en av två spelare i Englands trupp som inte spelade i Premier League. Efter turneringen utsåg de engelska fansen Hargreaves till Englands bästa spelare under turneringen.
2007 köptes Hargreaves av Manchester United för cirka 225 miljoner kronor.
Hargreaves far har spelat för Bolton Wanderers och hans äldsta bror har spelat för Kanadas juniorlandslag.

## Meriter
- 42 A-landskamper för Englands fotbollslandslag
- VM i fotboll: 2006
  - Kvartsfinal 2006
- EM i fotboll: 2004
  - Kvartsfinal 2004
- Champions League-segrare 2001, 2008
- Världscupsegrare 2001
- Tysk mästare 2001, 2003, 2005, 2006
- Tysk cupmästare 2003, 2005, 2006
- Tysk ligacupmästare 2000, 2004
- Engelsk Ligamästare 2008, 2012